# Semínský Dvůr
Semínský Dvůr na mapách označovaný též jako Semín je malá osada, část obce Troskovice v okrese Semily. Nachází se asi 2 km západně od Troskovic.
Semínský Dvůr leží v katastrálním území Troskovice o výměře 8,29 km2.

## Historie
V blízkosti Semínského Dvora se nalézají valy snad nedokončeného keltského oppida.
První písemná zmínka o vsi Semín pochází z roku 1356, kdy je ves uváděna jako sídlo Jana a Oldřicha ze Semína. Po třicetileté válce je uváděn pouze poplužní dvůr. V současné době je na jeho místě vybudováno rekreační a školící středisko Semínský Dvůr.

## Galerie

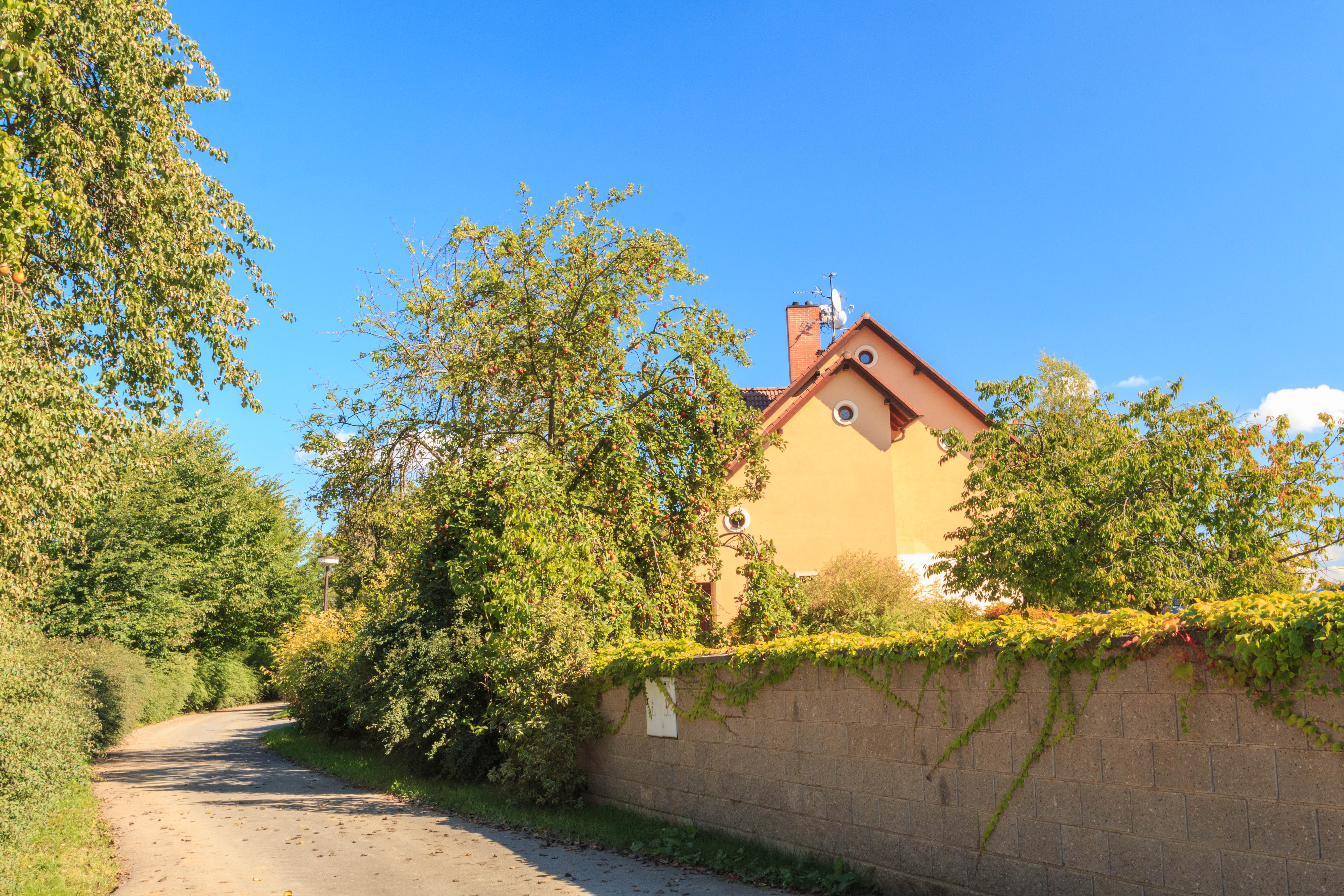
Rekreační středisko Semínský Dvůr - čp. 54
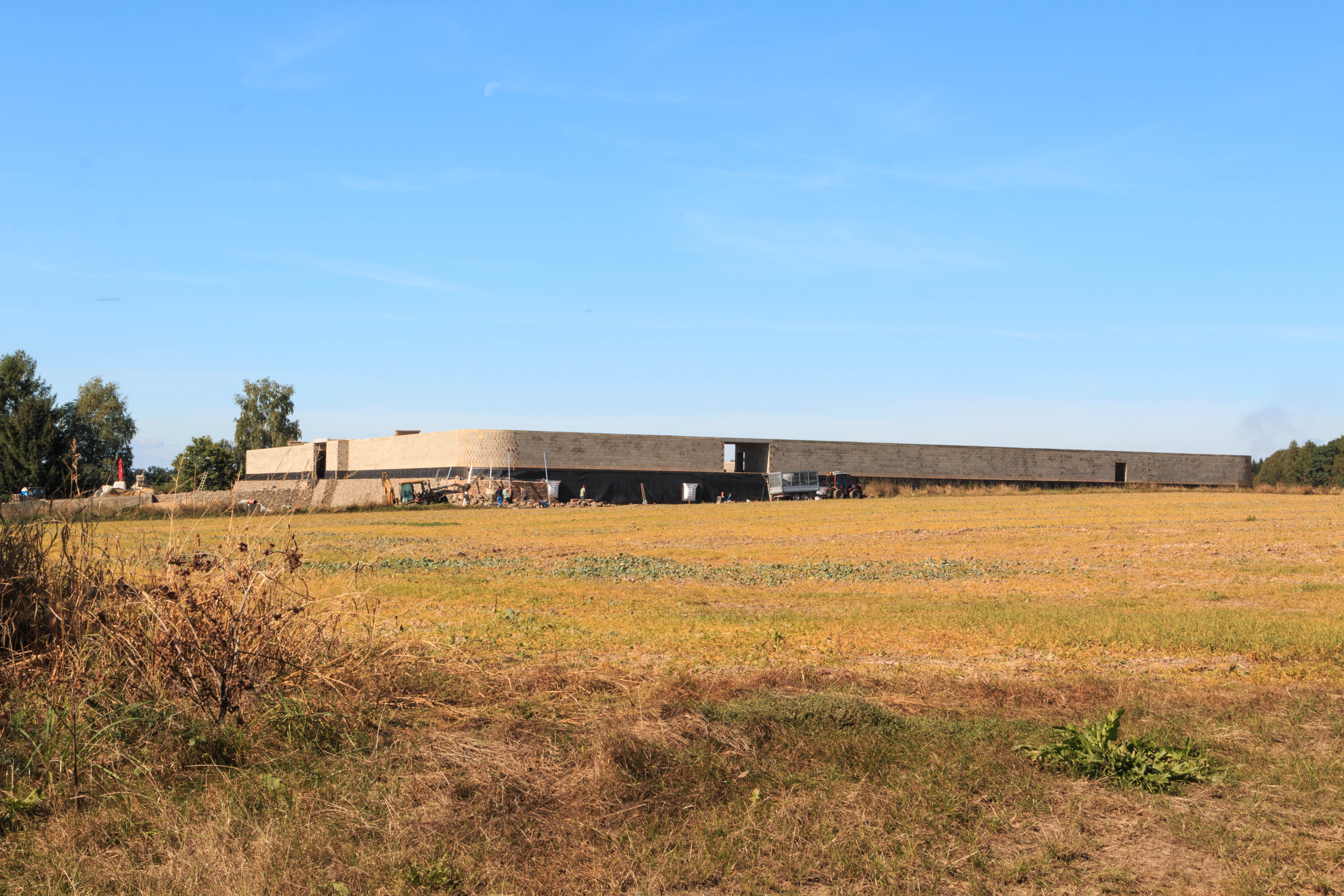
Betonová megastavba u Semínského dvora
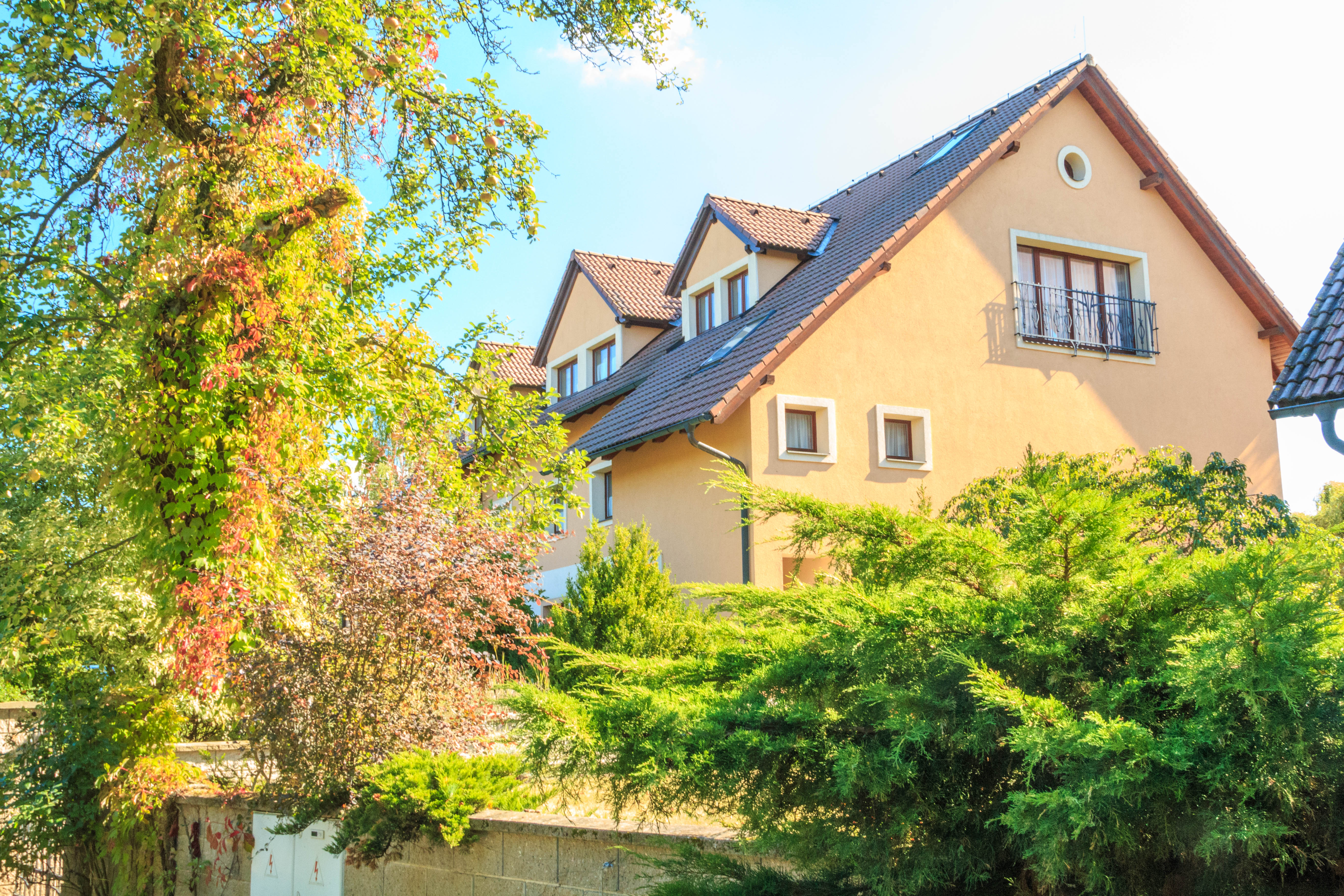
Rekreační středisko Semínský Dvůr čp. 55
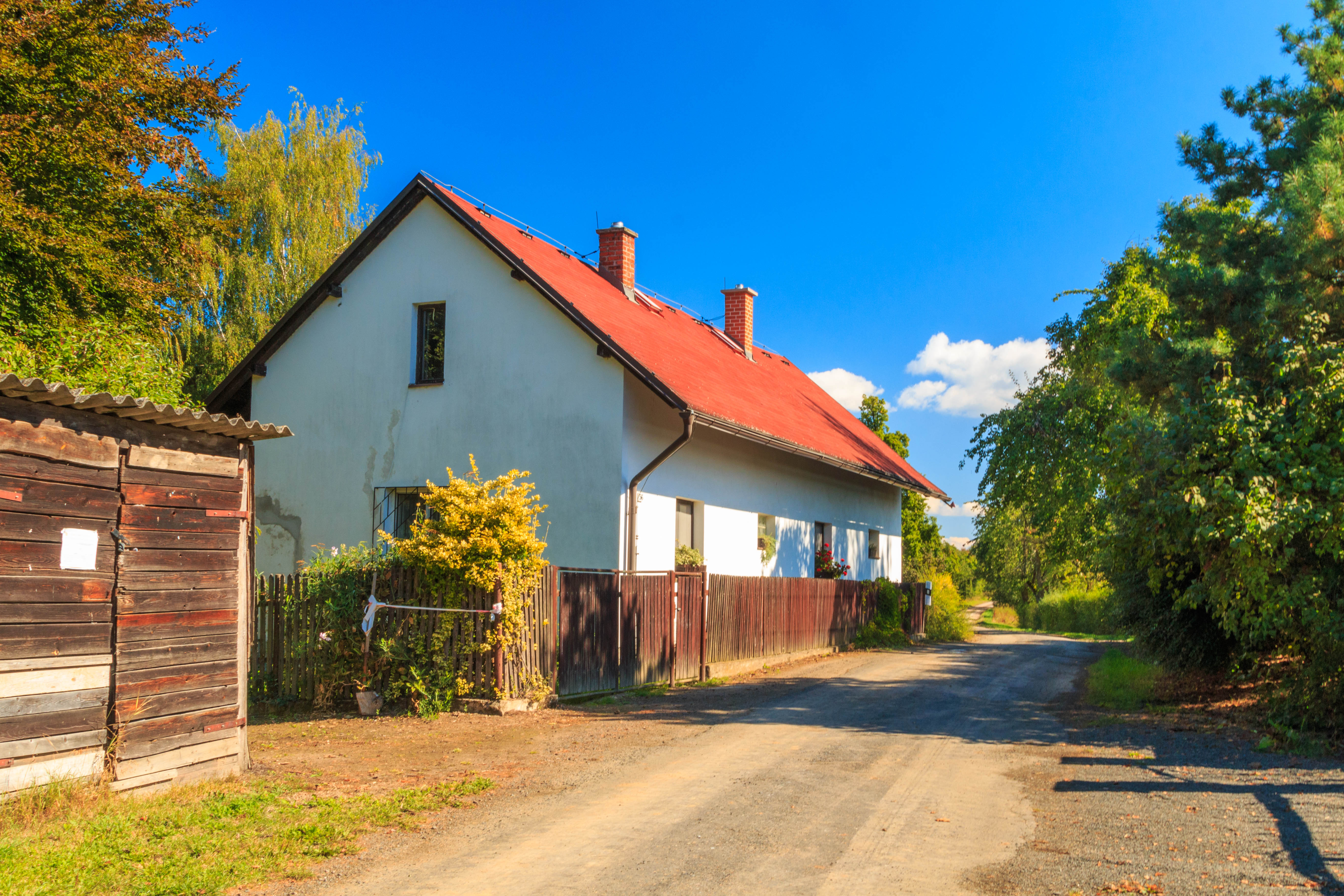
Rekreační středisko Semínský Dvůr čp. 56